# Derolus fulgens
Derolus fulgens är en skalbaggsart som beskrevs av Holzschuh 2005. Derolus fulgens ingår i släktet Derolus och familjen långhorningar. Inga underarter finns listade i Catalogue of Life.